# Aristeu

Eurídice sendo perseguida por Aristeu no quadro "A Morte de Eurídice" por Niccolò dell'Abate.

Aristeu (em grego:  Ἀρισταῖος, transl.: Aristaios), na mitologia grega, era filho de Apolo com Cirene, filha de Hipseu, é, segundo a mitologia grega, um pastor, tendo ainda os epítetos de "O melhor" ou "Apicultor". Era adorado na Grécia Antiga como o protetor dos caçadores, pastores e dos rebanhos; é, também, considerado o pioneiro da apicultura e da plantação de oliveiras. Possui, ainda, os dons da cura e da profecia, e por estas características é tido como um deus benévolo. A imagem que chegou ao presente deste deus menor é de um jovem pastor com um cordeiro.
Ele foi criado por ninfas na Líbia, mudando-se mais tarde para a Beócia.
É o pai de Acteon, que teve com Autônoe, filha de Cadmo. Acteon foi transformado em cervo por Ártemis, e morto por seus próprios cães.
Após a morte de Acteon, ele consultou o oráculo de seu pai, Apolo, que o mandou à ilha de Ceos. Lá, ele conseguiu interromper uma praga que se abatia sobre a Grécia, sacrificando no momento do nascimento da estrela Sirius.
Aristeu deixou descendentes em Ceos e voltou à Líbia, e depois foi para a Sardenha, à qual ele trouxe a Agricultura. Em seguida ele visitou outras ilhas, inclusive a Sicília, na qual ele foi adorado como um deus. Finalmente, Aristeu foi à Trácia, com Dionísio, e foi iniciado nos seus ritos secretos; após viver algum tempo nas vizinhanças dos montes Haemus, ele nunca mais foi visto pelos mortais.

## Outra versão do mito
Aristeu tentara seduzir Eurídice, esposa de Orfeu, um pastor e patrono da música. Quando Eurídice tenta escapar, uma serpente venenosa pica Eurídice, matando assim aquela que rejeitara seu filho.
Após o triste canto de Orfeu, chorando a morte de sua amada, as ninfas vingam-se de Aristeu, matando-lhes suas abelhas. Assim, Aristeu, criador da apicultura, logo procurou sua mãe, a ninfa Cirene, no rio em que esta vivia e lamentou a perda de sua preciosa criação, cobrando dela maior proteção face a tais fatalidades, já que era seu filho.
Foi recebido com iguarias das mais finas nos aposentos de sua mãe e antes da refeição fizerem libações a Poseidon. Após deleitarem-se com os manjares, Cirene se dirigiu ao filho e falou-lhe de um velho e sábio profeta, chamado Proteu que morava no mar e era querido de Poseidon, cujo rebanho de focas pastoreava.
Proteu, conhecedor do passado, do presente e do futuro poderia dizer a Aristeu a causa da mortalidade de suas abelhas e como remediar o acontecido. E disse mais: "Proteu não atenderá a seu pedido de boa vontade, deves obrigá-lo pela força, apoderando-se dele e acorrentando-o com cadeias apertadas das quais não será capaz de se livrar. Antes, no entanto, o profeta recorrerá às suas artes mudando de forma: em um javali, um tigre feroz, um dragão cheio de escamas ou um leão de amarela juba; produzirá também ruído semelhante ao crepitar do fogo ou à água corrente para que soltes suas correntes, quando então fugirá". Bastaria, portanto, a Aristeu manter Proteu preso, fazendo este perceber a ineficácia de seus artifícios, assim obedecendo às ordens daquele.
Antes, no entanto, de encaminhar seu filho ao encontro de Proteu, Cirene perfumou seu filho com néctar, a bebida dos deuses, ao que este imediatamente sentiu um vigor desconhecido e grande coragem acompanhado de uma suave fragrância.

### Visita a Proteu
A ninfa então levou seu filho à gruta do profeta, ao meio-dia, quando o sol estaria forte e os rebanhos e os homens estariam a repousar. Deixou o filho e foi logo esconder-se nas nuvens. Proteu, então, saiu da água, seguido de seu rebanho de focas que se espalharam pela praia, deitou-se no chão da gruta e adormeceu. Aristeu rapidamente acorrentou-o e deu um grito. Acordando e vendo-se preso às correntes, Proteu logo começou a transmutar-se, primeiramente numa fogueira, depois em água, depois em uma fera terrível. Verificou, porém, que de nada valeram seus esforços e dirigiu-se a Aristeu enfurecido: "Quem és tu, jovem, que invades minha casa, e o que desejas de mim?"
Aristeu então disse que tivera ajuda divina e que Proteu deveria cessar com seus artifícios, e que já sabia quem era quem o acorrentava. Disse ainda: "Desejo saber a causa de minha desgraça e o meio de remediá-la."
Proteu, fixando um olhar penetrante aos olhos de Aristeu, dirigiu-lhe a palavra:
"És recompensado por teus atos, os que fizeram Eurídice encontrar a morte, pois, ao fugir de ti, ela pisou numa serpente que a mordeu e assim a matou. Para vingar a sua morte, as ninfas, de quem sois companheiro, lançaram a morte às tuas abelhas. Deves apaziguar a ira das ninfas. Para tanto, escolherás quatro touros de belo porte e quatro vacas de igual beleza, construirá quatro altares para as ninfas e neles sacrificará os animais, deixando as carcaças no chão do bosque coberto de folhas. Já para Orfeu e Eurídice, deverás render homenagens fúnebres suficientes para aplacá-los. Volta ao local em nove dias e veja o que acontece às carcaças dos animais."
E assim fez Aristeu. Sacrificou os animais, prestou honras a Orfeu e Eurídice e, voltando ao local dos sacrifícios em nove dias, observou uma maravilha! Um enxame de abelhas tomara posse das carcaças e trabalhava como numa colmeia.